# Studentenmission in Deutschland
Die Studentenmission in Deutschland e. V. (SMD) zählt als Netzwerk von Christen evangeklikaler Prägung in Schule, Hochschule und Beruf zu den sogenannten freien Werken im Raum der Evangelischen Kirche. Sie ist als Fachverband der Diakonie Deutschland Mitglied des Evangelischen Werkes für Diakonie und Entwicklung der Evangelischen Kirche in Deutschland (EKD), altkonfessioneller Kirchen und Freikirchen. Somit ist die SMD anerkannter Träger der freien Jugendhilfe. International ist die SMD als Mitglied in der International Fellowship of Evangelical Students (IFES) mit Studentenorganisationen in 160 Ländern verbunden. Die SMD gliedert sich in die drei Bereiche Schüler-SMD, Hochschul-SMD und Akademiker-SMD. Sie hat Kontakt zu rund 250 Schülerbibelkreisen, ist mit Hochschulgruppen an mehr als 70 Universitäten vertreten und bietet etwa 50 Fachgruppen und Netzwerke für Akademiker an. Die SMD versteht sich als Netzwerk von Christen in Schule, Hochschule und akademischen Berufen, mit dem Ziel, zu einem (in ihrer Sicht) authentischen Christsein zu motivieren, das sich intellektuellen Herausforderungen stellt und alle Lebensbereiche bestimmt.

## Geschichte

### Gründung und Konsolidierung
Die SMD wurde 1949 als „Studentenmission in Deutschland“ gegründet und ist heute ein freies Werk im Raum der Kirche mit Angeboten für Menschen aller Altersgruppen. Sie entstammt dem Umfeld der Gemeinschaftsbewegung. Bereits vor dem Zweiten Weltkrieg existierte die Deutsche Christliche Studentenvereinigung, die sich nach einem Verbot durch die Nationalsozialisten 1938 auflösen musste. Nach Ende des Zweiten Weltkrieges entstanden an mehreren Hochschulen unabhängige Studentenkreise. Man traf sich regelmäßig zum gemeinsamen Gebet sowie zum Bibelstudium, woraus sich an vielen Orten eine missionarische Campus-Arbeit entwickelte. Auf Initiative von Ernst Schrupp trafen sich 1949 Vertreter dieser autonomen Gruppen in Wiesbaden-Kloppenheim und gründeten die Studentenmission in Deutschland. Das Leitungsgremium war überkonfessionell geprägt. Die Mitarbeiter kamen aus verschiedenen evangelischen Frei- und Landeskirchen sowie aus der katholischen Kirche. Auch Mitglieder des CVJM und des EC-Jugendbundes waren vertreten.
In den 1950er Jahren erlebte die SMD-Arbeit einen starken Wachstumsschub, sodass um 1960 SMD-Gruppen an fast allen deutschen Hochschulorten präsent waren. Die Gründung eines besonderen Arbeitskreises für Weltmission erfolgte 1963 (heutiger Name: SMD-Weltweit). 1964 kam es zu einem klärenden Gespräch zwischen Vertretern der SMD und der Evangelischen Studierendengemeinde, an deren Ende eine Konvergenzerklärung, die Gemeinsamen Empfehlungen, stand. Darin wurden gegenseitige Anerkennung und die jeweilige Unabhängigkeit der Arbeit vereinbart. Seit 1975 gibt es regelmäßige jährliche Begegnungen mit den anderen christlichen Hochschulgruppen (Campus für Christus, Navigatoren, Deutscher Christlicher Techniker-Bund).

### Entwicklung seit 1990
Nach dem Mauerfall gründete sich am 1. April 1990 die Studentenmission (SM) in der DDR. Im Dezember 1990, zwei Monate nach der Wiedervereinigung, schlossen sich SM und die "West-SMD" zu einer gesamtdeutschen SMD zusammen. 1999 wurde das Institut für Glaube und Wissenschaft gegründet, das sich in Vorträgen, Tagungen und Veröffentlichungen mit Grenzfragen zwischen verschiedenen Wissensbereichen und dem christlichen Glauben beschäftigt. 2001 wurde die SMD-Stiftung gegründet, deren Zweck „die Förderung der christlichen Schülerarbeit, christlichen Studentenarbeit und christlichen Akademikerarbeit im In- und Ausland“ ist. Zustiftungen sollen die langfristige Absicherung der SMD-Arbeit unterstützen.
In größeren Abständen organisiert die SMD deutschlandweite Bibelleseprojekte. Anfang der 2000er Jahre wurde das Markus-Evangelium mit der Aktion „Identity“ beworben. 2015 lud die SMD zum Lesen des Lukas-Evangeliums mit der Aktion „uncover“ ein. Für 2019 ist eine ähnliche Aktion für das Markus-Evangelium geplant.
Zum 1. April 2018 schied der Physiker Paul-Gerhard Reinhard turnusgemäß aus dem Amt des Vorsitzenden, seitdem steht mit der Richterin Susanne Terborg erstmals eine Frau an der Spitze der SMD.

## Aufbau und Gliederung
Die SMD arbeitet überkonfessionell und finanziert sich durch Spenden. Die vollzeitlichen und ehrenamtlichen Mitarbeiter der SMD kommen aus den evangelischen Landes- und Freikirchen, evangelischen Gemeinschaften sowie auch aus der Katholischen Kirche.
Die drei Arbeitsbereiche sind die Schüler-, Hochschul- und Akademikerarbeit, die derzeit jeweils von einem evangelischen Pfarrer geleitet werden. Repräsentant der Gesamtarbeit ist der Generalsekretär, seit 2023 der evangelische Pfarrer Volker Roggenkamp.
Die SMD entsendet zwei Jugenddelegierte in die Synode der Evangelischen Kirche in Deutschland, die dort über Rede- und Antragsrecht verfügen. Die Evangelische Studierendengemeinde entsendet ebenfalls zwei Jugenddelegierte mit gleichen Rechten.

## Arbeitsbereiche
- Die Schüler-SMD hält Kontakt mit über 600 Schülerbibelkreisen an Schulen überall in Deutschland. Die Schüler-SMD veranstaltet jährlich rund 20 Freizeiten und engagiert sich für die schulnahe christliche Jugendarbeit.[8]

- Zur Hochschul-SMD zählen SMD-Gruppen in 90 Städten (83 anerkannte Gruppen sowie 7 sogenannte Freundesgruppen).[9] In den Hochschulgruppen organisieren Studierende ehrenamtlich öffentliche Vortragsreihen, Freizeiten und Gesprächskreise. Darüber hinaus veranstaltet die Hochschul-SMD überregionale Schulungen und Konferenzen und gibt Arbeitsmaterialien heraus. Auf der Website der SMD befindet sich eine Liste aller Städte, in denen es eine Hochschul-SMD-Gruppe gibt.[10] Ein weiterer Arbeitsbereich innerhalb der Hochschul-SMD ist die Arbeit mit internationalen Studierenden. Die Hochschul-SMD International möchte internationalen Studenten Freundschaft und Unterstützung anbieten und „Brücken zwischen deutschen und internationalen Studenten bauen“.[11] Die Angebote stehen allen internationalen Studenten offen, unabhängig von ihrer Religion, Nationalität und ihrem persönlichen Hintergrund.

- Die Akademiker-SMD thematisiert den christlichen Glauben im Kontext der akademischen Berufswelt. Fachtagungen haben die Auseinandersetzung mit berufsspezifischen Themen zum Ziel; bei Regionaltagungen, Freizeiten und in diversen Publikationen geht es um allgemeine Themen des Christseins in Kirche, Beruf und Gesellschaft.

- Das Institut für Glaube und Wissenschaft beschäftigt sich in Vorträgen, Tagungen und Veröffentlichungen mit Grenzfragen zwischen verschiedenen Wissensbereichen und dem christlichen Glauben. Die Webseite des Instituts bietet eine Textsammlung zu einer Vielzahl von Themen. Es finden sich dort Texte aus den Bereichen Ethik, Geschichte, Literatur, Naturwissenschaft, Philosophie, Psychologie, Theologie und Zeitfragen.[12] Das Institut arbeitet rechtlich und organisatorisch unabhängig von der SMD. Es besteht jedoch inhaltlicher Austausch zwischen beiden.

## Mitgliedschaften
Die SMD ist als Fachverband der Diakonie Deutschland Mitglied des Evangelischen Werkes für Diakonie und Entwicklung der Evangelischen Kirche in Deutschland (EKD), altkonfessioneller Kirchen und Freikirchen. Weiterhin ist sie Mitglied der International Fellowship of Evangelical Students (IFES) und im netzwerk-m.

## Missionsethik
Die SMD setzte sich intensiv mit dem Papier „Das christliche Zeugnis in einer multireligiösen Welt – Empfehlungen für einen Verhaltenskodex“ auseinander, das 2011 vom Päpstlichen Rat für den Interreligiösen Dialog (PCID), der Weltweiten Evangelischen Allianz (WEA) und dem Ökumenischen Rat der Kirchen (ÖRK) gemeinsam veröffentlicht wurde. Auf der Delegiertenversammlung machte sich die Hochschul-SMD das Papier zu eigen. Es soll ein Prüfstein des eigenen Handelns sein. Am Kongress MissionRespekt, der das Papier 2014 in Deutschland bewarb, war die SMD inhaltlich beteiligt.

## Großveranstaltungen
Deutschlandweit veranstaltet die SMD regelmäßig die Heko, die Studikon und die Akademikon. Der Schüko (Schülerkongress) findet derzeit nicht mehr statt.

### Heko
Die Heko (Kurzform für Herbstkonferenz) ist die Jahreskonferenz des SMD-Gesamtwerkes und verbindet als Netzwerktreffen mit meist zwischen 500 und 1000 Teilnehmern Schüler, Studierende und Akademiker. Die Heko findet seit 1951 jährlich in Marburg statt, aufgrund der Corona-Pandemie im Jahr 2020 allerdings nur online.

### Studikon
Die Studikon (Kurzform für Studentenkonferenz) ist die alle zwei Jahre über Ostern stattfindende Studentenkonferenz der Hochschul-SMD. Ziel des Kongresses ist die Ermutigung von Studierenden, sich mit ihrem Studium und daran anknüpfenden Lebens- und Glaubensfragen auseinanderzusetzen. Die Studikon soll dazu Ideen, Impulse und geistliche Stärkung bieten.
Bisherige Veranstaltungsorte und Mottos sowie Hauptreferenten waren:
- 2001 in Marburg: take off, Andrew Page
- 2002 in Marburg: Willkommen in der Wirklichkeit, Eckard Krause
- 2003 in Aschaffenburg: Wagnis Sehnsucht, Martin Heizmann
- 2005 in Bielefeld: Un-verschämt. Der Nachfolger, Volker Roggenkamp
- 2007 in Aschaffenburg: Grenzgänger, Matthias Clausen
- 2009 in Marburg: Aufgeweckt, Noor van Haaften
- 2011 in Aschaffenburg: Strg + Alt + Entf – Alles neu, Hans Bayer
- 2013 in Aschaffenburg: PSSST – vertraulich, Hans-Joachim Eckstein
- 2015 in Baunatal: Essig & Öl auf Indiziensalat, Sabine Kalthoff
- 2017 in Aschaffenburg: Presence, Michael Ramsden (internationale Studikon mit 1700 Teilnehmern aus 45 Ländern)
- 2019 in Aschaffenburg: Spoileralarm – Wenn Propheten es nicht lassen können, Timothy J. Geddert
- 2023 im Kloster Volkenroda: Es ist voll Pracht (erstmals gab es keinen Hauptreferenten)

### Akademikon
Die Akademikon ist ein an unterschiedlichen Orten stattfindender Kongress für Christen in akademischen Berufen. Die erste Akademikon fand 2007 in Mainz statt, weitere Kongresse dieser Art folgten 2010 und 2014 in Schwäbisch Gmünd sowie 2018 in Westerwald/Rehe. Aufgrund der Covid-19-Pandemie wurde die Akademikon 2020 als Online-Veranstaltung durchgeführt. Im Jahr 2022 fand sie wieder in Präsenz in Schwäbisch Gmünd statt. Die nächste Akademikon ist für 2026 geplant.

## Bekannte Mitarbeiter
- Hans Ferdinand Bürki – Schweizer Pädagoge und Referent an deutschen Hochschulen
- Matthias Clausen – evangelischer Theologe, Evangelist an Hochschulen und seit 2013 Inhaber der Karl-Heim-Professur für Evangelisation und Apologetik an der Evangelischen Hochschule Tabor in Marburg
- Klaus Jürgen Diehl – evangelischer Theologe und Reisesekretär der SMD 1970–1971
- Hans-Joachim Eckstein – evangelischer Theologe und Neutestamentler in Tübingen
- Hartmut Frische – evangelischer Theologe und Reisesekretär der SMD 1971–1973
- Rolf Hille – evangelischer Theologe und Generalsekretär der SMD 1982–1984
- Fritz Laubach – evangelischer Theologe, während seines Studiums 1949–1955 in Marburg und Tübingen
- Helmut Matthies – evangelischer Theologe und Journalist, während seines Studiums 1974–1977 in Hamburg
- Ulrich Parzany – evangelischer Theologe, während seines Studiums Mitarbeiter in der SMD-Gruppe Göttingen
- Paul-Gerhard Reinhard – emeritierter Professor für Theoretische Physik an der Universität Erlangen – Vorsitzender der SMD 2012–2018[6]
- Hans Rohrbach – emeritierter Professor für Mathematik an der Universität in Mainz – Vorsitzender der SMD 1968–1974
- Hermann Sautter – emeritierter Professor für Volkswirtschaftstheorie und Entwicklungsökonomik an der Universität Göttingen – Vorsitzender der SMD 2004–2012
- Ernst Schrupp – evangelischer Theologe und Leiter der Bibelschule Wiedenest – Mitbegründer 1949
- Manfred Siebald – christlicher Liedermacher und Professor für Amerikanistik – schrieb aus seiner SMD-Erfahrung heraus das Lied „Gut, dass wir einander haben“
- Jürgen Spieß – Althistoriker, Generalsekretär der SMD 1984–1999, danach bis 2014 Leiter des Institutes für Glaube und Wissenschaft in Marburg
- Roland Werner – Sprachwissenschaftler, Universitätsevangelist der SMD 1990–1992
- Birgit Winterhoff – während ihres Studiums Mitarbeiterin in den SMD-Gruppen Bielefeld/Bethel und Heidelberg